# Medalla por el Servicio de Combate
La Medalla por el Servicio de Combate (del ruso: Медаль "За боевые заслуги") fue creada el 17 de octubre de 1938 por la Presídium del Sóviet Supremo de la URSS para ser otorgada a los miembros del Ejército Rojo, la Armada Soviética, las Tropas de Frontera y del Ministerio del Interior (NKVD), así como a civiles para premiar la eficacia, iniciativa, las acciones de valentía en combate que condujeron al éxito en combate; por el coraje personal mostrado en la defensa de les fronteras de la URSS, por los resultados excelentes en el entrenamiento militar y político; por la maestría en nuevas tecnologías y equipos, por el mantenimiento de las unitades militares en un punto alto de preparación para la acción y por otros servicios durante el servicio militar activo.
Antes de la Gran Guerra Patria sólo podía ser otorgada mediante Decreto del Presídium del Sóviet Supremo de la URSS, y su concesión estaba reservada al Presidente o a uno de sus adjuntos en el Kremlin. Sólo en algunas ocasiones podía ser concedida en la ciudad del receptor. Durante la Gran Guerra Patria el derecho a otorgarla pasó a los comandantes del Ejército Rojo y la Armada, en espera de confirmación por parte de la Presidencia.
Fue otorgada unas 5 000 000 de veces. Hasta la guerra se habían concedido unas 21 000, y durante la guerra se concedieron 3 320 000. La primera concesión fue para el comandante júnior Adsurasul Abdrajmánov por la excelente operación contra los agresores japoneses durante la Batalla del Lago Jasan. 
También los extranjeros podían recibirla, y podía ser otorgada en más de una ocasión.

## Diseño
La condecoración consiste en una medalla de plata de 34 mm con la inscripción "ЗА БОЕВЫЕ ЗАСЛУГИ" ("Por servicio distinguido en la batalla"), por encima de una sable cruzado con un rifle.
En el extremo superior están las letras "CCCP" ("URSS") en esmalte rojo. 
En el momento de su creación colgaba de un galón rojo de 14x25 mm. Desde 1943 cuelga de un galón pentagonal gris claro con una franja amarilla de 2 mm en los lados.